# Bupleurum rischawianum
Bupleurum rischawianum là một loài thực vật có hoa trong họ Hoa tán. Loài này được Albov mô tả khoa học đầu tiên năm 1894.